# Jeremy Stacey
Jeremy Stacey (* 27. září 1963) je britský bubeník.
V první polovině 90. let 20. století hrál se svým bratrem-dvojčetem Paulem v popové skupině The Lemon Trees, která nahrála dvě alba. Později spolupracoval s různými umělci, jako jsou Sheryl Crow, Noel Gallagher, The Waterboys, Thomas Anders, Echo & the Bunnymen, Joe Cocker, Sia Furler nebo Ryan Adams. V roce 2016 se stal členem skupiny King Crimson, v níž nahradil jednoho ze tří bubeníků Billa Rieflina, který se o rok později do skupiny vrátil; Stacey ovšem v kapele zůstal.